# ヨハン・ウィルヘルム・ゼタールステッド

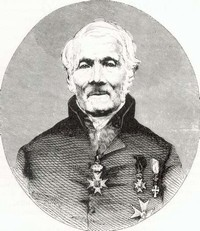
Johan Wilhelm Zetterstedt

ヨハン・ウィルヘルム・ゼタールステッド（Johan Wilhelm Zetterstedt、1785年5月20日 - 1874年12月23日）は、スウェーデンの博物学者である。主に双翅目（ハエなど）や膜翅目（ハチ）などの昆虫に関する著作で知られる。
スウェーデン南部、エステルイェートランド地方のミェルビュー（Mjölby）で生まれた。ルンド大学で、アンデシュ・ヤハン・レチウスの元で学んだ。1810年に植物学の准教授、1812年に博物学の助教授になり、1922年にカール・アドルフ・アガードの後任として、植物学と実用経済学の教授となった。1810年代からラップランドの各地を調査し、多くの標本を集めた。1831年にスウェーデン王立科学アカデミーの会員に選ばれ、ロンドン昆虫学会の外国人会員にも選ばれた。ゼタールステッドの集めた多くのタイプ種を含む標本はルンド大学の動物学博物館に収蔵されている。

## 著作
- 1821 Orthoptera Sueciae disposita et descripta. Lundae (Lund).
- 1837 Conspectus familiarum, generum et specierum Dipterorum, in Fauna insectorum Lapponica descriptorum. In: Isis
- 1838–1840 Insecta Lapponica. L. Voss, Lipsiae (Leipzig)
- 1842–1854. Diptera Scandinaviae disposita et descripta. Lundbergiana, Lundae (Lund), 6 Bände
- 1855. Diptera Scandinaviae disposita et descripta. Tomus duodecimus seu supplementum tertium, continens addenda, corrigenda & emendanda tomis undecim prioribus. Officina Lundbergiana, Lundae (Lund)